# Wesmaelius zhiltzovae
Wesmaelius zhiltzovae là một loài côn trùng trong họ Hemerobiidae thuộc bộ Neuroptera. Loài này được Makarkin miêu tả năm 1986.